# Louis François Peyre
Pour les articles homonymes, voir Peyre.
Louis François Peyre, né le 14 mars 1760 à Mane (Alpes-de-Hautes-Provence), mort le 2 septembre 1828 à Paris dans l'ancien 10e arrondissement, est un homme politique de la Révolution française.

## Biographie
Son père l’émancipe afin qu’il puisse aller commercer à la Martinique.
En 1790, Louis François Peyre est élu maire de sa commune natale. 
La monarchie constitutionnelle mise en place par la constitution du 3 septembre 1791 prend fin à l'issue de la journée du 10 août 1792 : les bataillons de fédérés bretons et marseillais et les insurgés des faubourgs de Paris prennent le palais des Tuileries. Louis XVI est suspendu et incarcéré avec sa famille à la tour du Temple. 
En septembre 1792, Louis François Peyre, alors administrateur des Basses-Alpes, est élu député du département, le cinquième sur six, à la Convention nationale. 
Il siège sur les bancs de la Gironde. Lors du procès de Louis XVI, il vote la mort, se prononce en faveur de l'appel au peuple mais rejette le sursis à l'exécution de la peine : « Par crainte des intrigues, des piastres et des guinées, je prononce oui [à l'appel au peuple] ». En avril 1793, il est absent lors du scrutin sur la mise en accusation de Jean-Paul Marat. En mai, il vote en faveur du rétablissement de la Commission des Douze. En octobre, il est décrété d'arrestation pour avoir signé la protestation contre la journée du 31 mai et du 2 juin. Le 14 brumaire an II (4 novembre 1793), alors qu'il est incarcéré à la prison du Luxembourg, il écrit à Maximilien de Robespierre en affirmant « que sa signature a été surprise ». Lui et les autres signataires sont libérés et réintégrés à leur poste le 18 frimaire an III (8 décembre 1794). 
En juin 1795, il est représentant en mission auprès de l’armée du Rhin, puis à l’armée d'Italie avec Maïsse.
Il est ensuite élu au conseil des Cinq-Cents, qu’il quitte en l’an VII sans revenir à la politique par la suite.

### Sources et bibliographie
- Jean-Bernard Lacroix, notice biographique, La Révolution dans les Basses-Alpes, Annales de Haute-Provence, bulletin de la société scientifique et littéraire des Alpes-de-Haute-Provence, no 307, 1er trimestre 1989, 108e année, p. 101
- « Louis François Peyre », dans Adolphe Robert et Gaston Cougny, Dictionnaire des parlementaires français, Edgar Bourloton, 1889-1891 [détail de l’édition]